# 황제타마린
황제타마린 (Saguinus imperator)은 타마린의 일종으로, 전해지는 바에 의하면 이름은 이 타마린이 독일 황제 빌헬름 2세를 닮은 데서 유래하였다. 페루 동부와 볼리비아 북부의 아마존 분지 남서쪽과 브라질 서부의 아크리주와 아마조나스주에서 서식한다.

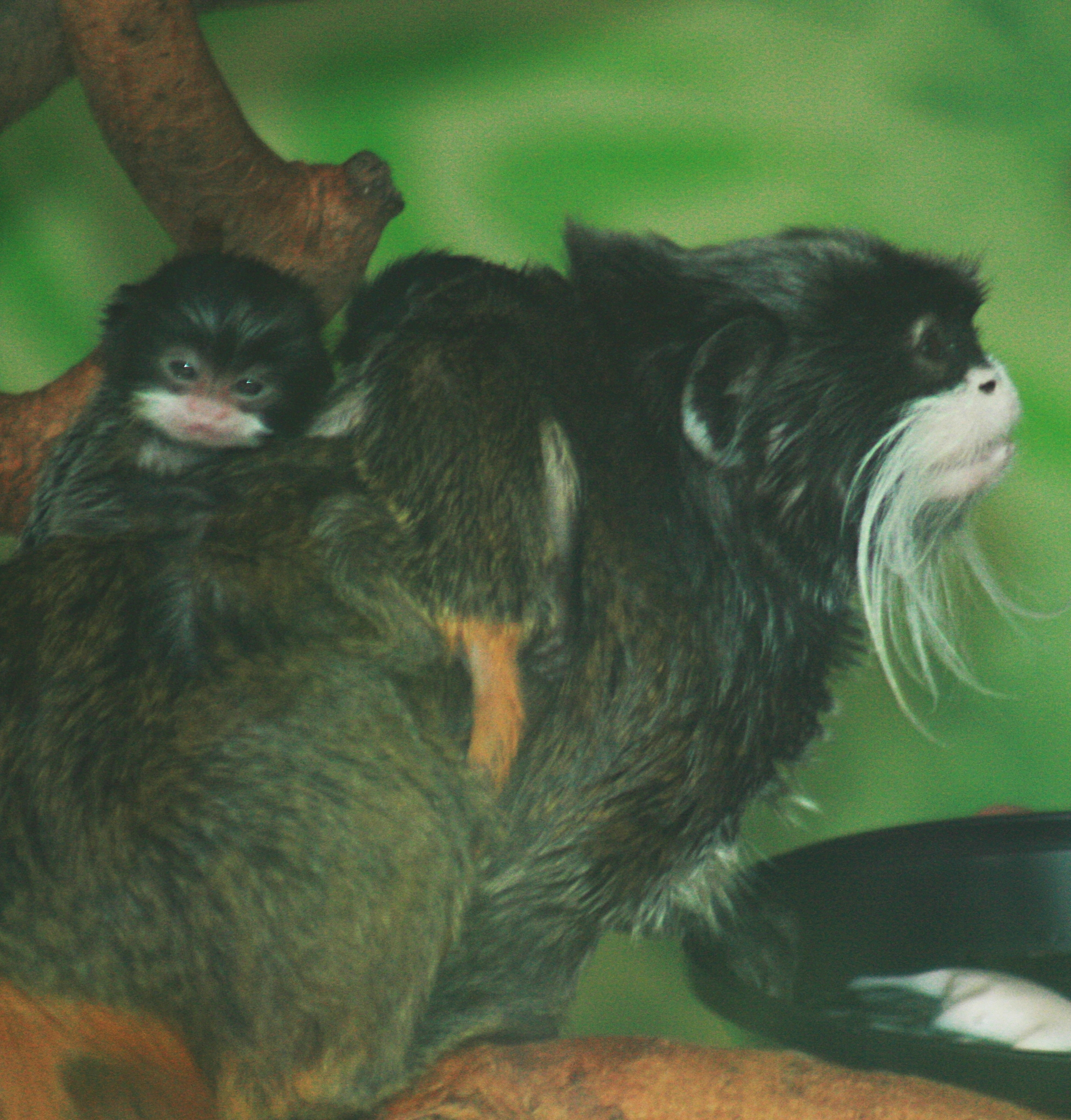
두 마리의 새끼와 있는 황제타마린

황제타마린의 털은 주로 회색을 띠며, 가슴에 노란 반점들이 있다. 손발은 검고 꼬리는 갈색을 띤다. 두드러진 특징은 길고 흰 콧수염으로 양쪽 어깨 너머까지 뻗어 있다. 몸 길이는 24 ~ 26 cm, 꼬리는 35cm까지 자란다. 몸무게는 약 300에서 400g까지 나간다.
황제타마린은 2종의 아종이 있다.
- 검은턱황제타마린 (Saguinus imperator imperator)
- 턱수염황제타마린 (Saguinus imperator subgrisescens)